# 22369 Klinger
22369 Klinger este un asteroid din centura principală de asteroizi.

## Descriere
22369 Klinger este un asteroid din centura principală de asteroizi. A fost descoperit pe 18 septembrie 1993 la Tautenburg de Freimut Börngen și Lutz Dieter Schmadel. Asteroidul prezintă o orbită caracterizată de o semiaxă mare de 2,14 ua, o excentricitate de 0,15 și o înclinație de 2,6° în raport cu ecliptica.